# محمد قمی
محمد قمی (زادهٔ ۱۳۳۱ در پاکدشت) سیاست‌مدار ایرانی، نماینده سابق مردم پاکدشت در مجلس دهم، نمایندهٔ جناح چپ و اصلاح‌طلب مجلس شورای اسلامی (۱۳۶۶ تا ۱۳۸۶) و عضو هیئت رئیسه مجلس (۱۳۷۸ تا ۱۳۸۲) است. او در دوره‌های سوم، چهارم و پنجم نمایندهٔ ورامین و پس از جدائی پاکدشت از ورامین در دوره‌های ششم و هفتم و دهم نماینده شهرستان پاکدشت بود.
وی زمانی ریاست دانشگاه آزاد اسلامی واحد پرند را بر عهده داشت و کاندیدای نهمین دوره مجلس شورای اسلامی بود که نتوانست آرای مردم پاکدشت را کسب کند و از راه‌یابی به مجلس بازماند.
او در دهمین دوره مجلس شورای اسلامی نیز کاندیدا شد و با کسب اکثریت آرا به عنوان نماینده مردم پاکدشت در انتخابات مجلس دهم انتخاب شد
محمد قمی برادر پنج شهید دوران جنگ ودفاع مقدس می‌باشد، برادر دیگر وی محسن‌قمی معاون ارتباط بین‌الملل دفتر رهبری جمهوری اسلامی ایران است.
وی از سال ۱۳۶۹ تا ۱۳۷۳ رئیس فدراسیون تکواندو ایران بوده‌ است.